# Nulato River
Der Nulato River ist ein 114 Kilometer langer rechter Nebenfluss des Yukon Rivers im Westen des US-Bundesstaats Alaska.

## Verlauf
Das Quellgebiet des Nulato River liegt in den Nulato Hills auf einer Höhe von etwa 700 m und befindet sich östlich des Norton Sounds. Er fließt überwiegend in nordöstliche Richtung. Auf den letzten 20 Kilometern wendet sich der Nulato River nach Süden und mündet schließlich bei Nulato in den Yukon River. Der Nulato River entwässert ein Areal von 2286 km².

## Name
Der Name des Nulato Rivers ist von der Bezeichnung der Koyukon für den Fluss abgeleitet, die in den 1840ern von Leutnant Lawrenti Alexejewitsch Sagoskin als „R(eka) Nulata“ dokumentiert wurde.

## Nebenflüsse
Der South Fork Nulato River ist ein 108 km langer rechter Nebenfluss des Nulato River. Er entspringt auf einer Höhe von 700 m in den Nulato Hills. Er fließt anfangs 5 km nach Westen und wendet sich im Anschluss in Richtung Nordosten. Der South Fork Nulato River trifft schließlich auf den Unterlauf des Nulato River, 6 km oberhalb dessen Mündung in den Yukon River. Der South Fork Nulato River durchfließt eine sumpfreiche Niederung. Der Fluss spaltet sich abschnittsweise in mehrere Flussarme auf und ändert offenbar immer wieder seinen Flusslauf.